# 長野大橋
長野大橋（日语：／）是日本長野縣長野市的一座公路桥梁，承载日本18號國道跨越信濃川的支流犀川，全长500.3米，宽22米，1969年通车。